# ماسرجویه
ماسرجویه یا ماسرجیس یا الیهودی (Māsarjūya, Māsirjuwayh؛ سال‌های‌آغازین دورهٔ مروانیان (پس‌از ۶۴ق/۶۳۸م)) پزشک یهودی ایرانی بود که در دورهٔ امویان می‌زیست و به عنوان نخستین مترجم کتب پزشکی به عربی شناخته می‌شود. او در زمان خلافت مروان بن حکم مجموعهٔ طبی کُنّاش نوشتهٔ اهرن اسکندرانی (هارون اسکندرانی یا هرون اسکندرانی) را به عربی ترجمه کرد. همچنین کتاب‌های الالوان، کتاب الروائح و الطعوم منسوب به ماسرجویه است.

## زندگی‌نامه
ماسرجویه در بصره زاده شد و زبان مادری‌اش سریانی بود. به احتمال زیاد او در گندی شاپور درس خوانده بود.
رازی در کتاب الحاوی بیش از دویست بار از وی با عنوان «قال الیهودی» یاد کرده است.

## ابهام
شبهه‌های زیادی در مورد مسرجویه و تحریف نامش است.
اغلب ماسرجویه یهودی را به اشتباه با ماسرجویه دیگری از مردم گندی‌شاپور، یکی گرفته‌اند. ماسرجویه گندی‌شاپوری در سدهٔ سوم هجری می‌زیست و رساله «ابدالُ الادویه» را که کهن‌ترین رساله دربارهٔ داروهای جایگزین است، نوشت.